# Меритсегер (царица)
Меритсегер (егип. Mr.t sgr — «любящая безмолвие») — древнеегипетская царица, супруга фараона Сенусерта III.

## Биография
Меритсегер упоминается в источниках Нового Царства как жена фараона Сенусерта III. Она стала первой царицей, носившей титул Великой царской супруги, равнозначный Главной жены фараона. Также Меритсегер стала первой царицей, чьё имя заключалось в картуш. Тем не менее, прижизненных памятников Меритсегер не сохранилось, отчего существует версия, что её придумали в Новом Царстве.
Наряду с Хенеметнеферхеджет II и Нефетхенут она является одной из трёх известных жён Сенусерта III (четвёртой его женой, возможно, была Ситхатхориюнет). Изображение Меритсегер имеется на стеле Нового царства (ныне хранится в Британском музее — EA846) и в надписи из Семна, относящееся к периоду правления Тутмоса III.